# Armand-Benoît Roussel
Armand-Benoît Roussel, dit Armand, est un tragédien français né le 20 novembre 1773 à Versailles et mort le 16 juin 1852 à Paris.

## Biographie
Armand-Benoît Roussel est le fils de Charles Marie Roussel, conseiller du Roy et receveur des finances en Franche-Comté, et de Marie Josèphe Lameaux. Il a pour parrain Emmanuel-Armand de Vignerot du Plessis et pour marraine Bénédicte, comtesse Du Barry.
Sa carrière débute au Théâtre Feydeau en 1795. Il joue principalement les rôles de petit maître ou d'amoureux dans des pièces de Marivaux auprès de Mademoiselle Mars. Il remporte un grand succès avec le rôle d'Almaviva dans Le Barbier de Séville.
Il meurt le 16 juin 1852 à Paris et est inhumé au Cimetière du Père-Lachaise 19 juin 1852,.

## Carrière à la Comédie-Française
Entrée en 1795
Nommé 211e sociétaire en 1799
Départ en 1830

### Quelques rôles
Source : Base La Grange, site de la Comédie-Française
- 1799 : Le Misanthrope de Molière : Clitandre
- 1799 : L'Intrigue épistolaire de Fabre d'Églantine : Cléry
- 1799 : Tartuffe de Molière : Damis
- 1799 : Eugénie de Beaumarchais : Sir Charles
- 1799 : La Mère coupable de Beaumarchais : Léon
- 1800 : Le Mariage de Figaro de Beaumarchais : L'huissier
- 1802 : Édouard en Écosse d'Alexandre Duval : Le premier officier
- 1802 : Le Jeu de l'amour et du hasard de Marivaux : Mario
- 1802 : Les Originaux de Barthélemy-Christophe Fagan : Le marquis
- 1803 : Le Veuf amoureux de Jean-François Collin d'Harleville : Dermance
- 1803 : Britannicus de Jean Racine : Britannicus
- 1804 : Tartuffe de Molière : Valère
- 1805 : Madame de Sévigné de Jean-Nicolas Bouilly : Le marquis de Sévigné
- 1805 : Les Plaideurs de Jean Racine : Léandre
- 1805 : Le Misanthrope de Molière : Acaste
- 1806 : Le Barbier de Séville de Beaumarchais : Almaviva
- 1808 : Plaute ou la Comédie latine de Népomucène Lemercier : Leusippe
- 1810 : La Mère confidente de Marivaux : Dorante
- 1812 : Le Bourgeois gentilhomme de Molière : Cléonte
- 1814 : Eugénie de Beaumarchais : Clarendon
- 1819 : Le Mariage de Figaro de Beaumarchais : Almaviva
- 1829 : Henri III et sa cour d'Alexandre Dumas : Bussy-Leclerc